# Georg Mahr

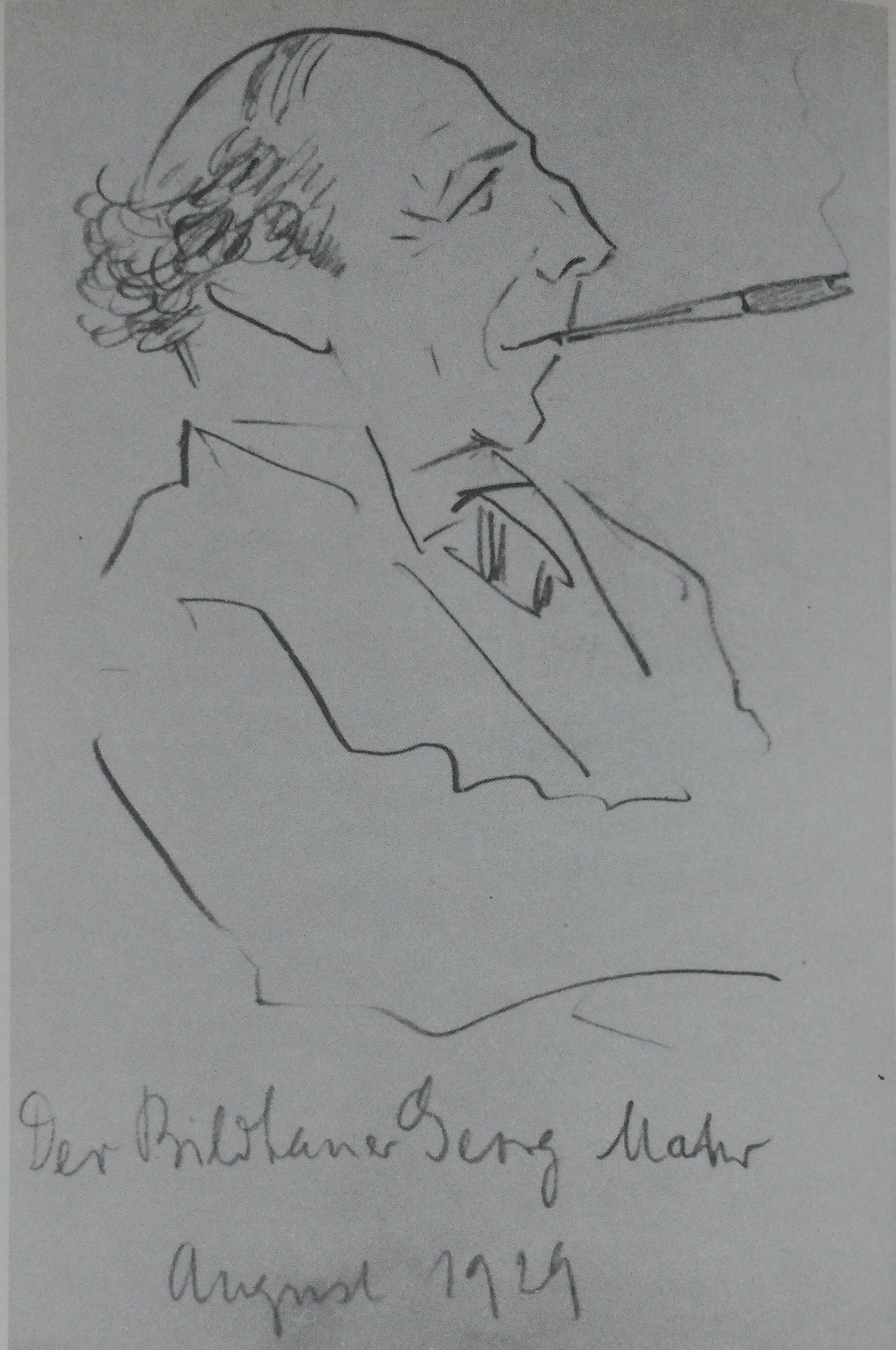
Darstellung von Georg Mahr durch Lino Salini

Georg Mahr (* 1. Mai 1889 in Frankfurt am Main; † 8. Juli 1967 ebenda) war ein deutscher Bildhauer.

## Ausbildung
Nach seinem Schulbesuch der Frankfurter Musterschule, begann er mit seiner ersten künstlerischen Ausbildung an der Frankfurter Städelschule. Darmstadt und München waren seine weiteren Studienorte, wo er vom aufkommenden Jugendstil stark beeinflusst wurde. Im Ersten Weltkrieg erlitt er eine schwere Armverletzung, die seine weitere Ausbildung zum Steinbildhauer verhinderte. Entschlossen wandte er sich daher den Werkstoffen Ton und Keramik zu.

## Familie
Sein drei Jahre älterer Bruder Dr. August C. Mahr, geboren am 15. Juli 1886 in Frankfurt am Main, unterrichtete von 1925 bis 1932 als Professor für Deutsch und Kulturwissenschaft an der renommierten Stanford University, sowie an der Ohio State University. Georg Mahr lebte von 1930 bis 1937 bei seinem Bruder August C. in Ohio, kehrte aber 1937 zurück in das Deutsche Reich. Ein jüngerer Bruder Karl Mahr (1890–1945) lebte als Kunstmaler und Grafiker in Frankfurt am Main und Berlin.

## Werke
Georg Mahrs Werke vor 1945 sind fast alle durch Kriegseinwirkungen zerstört worden.

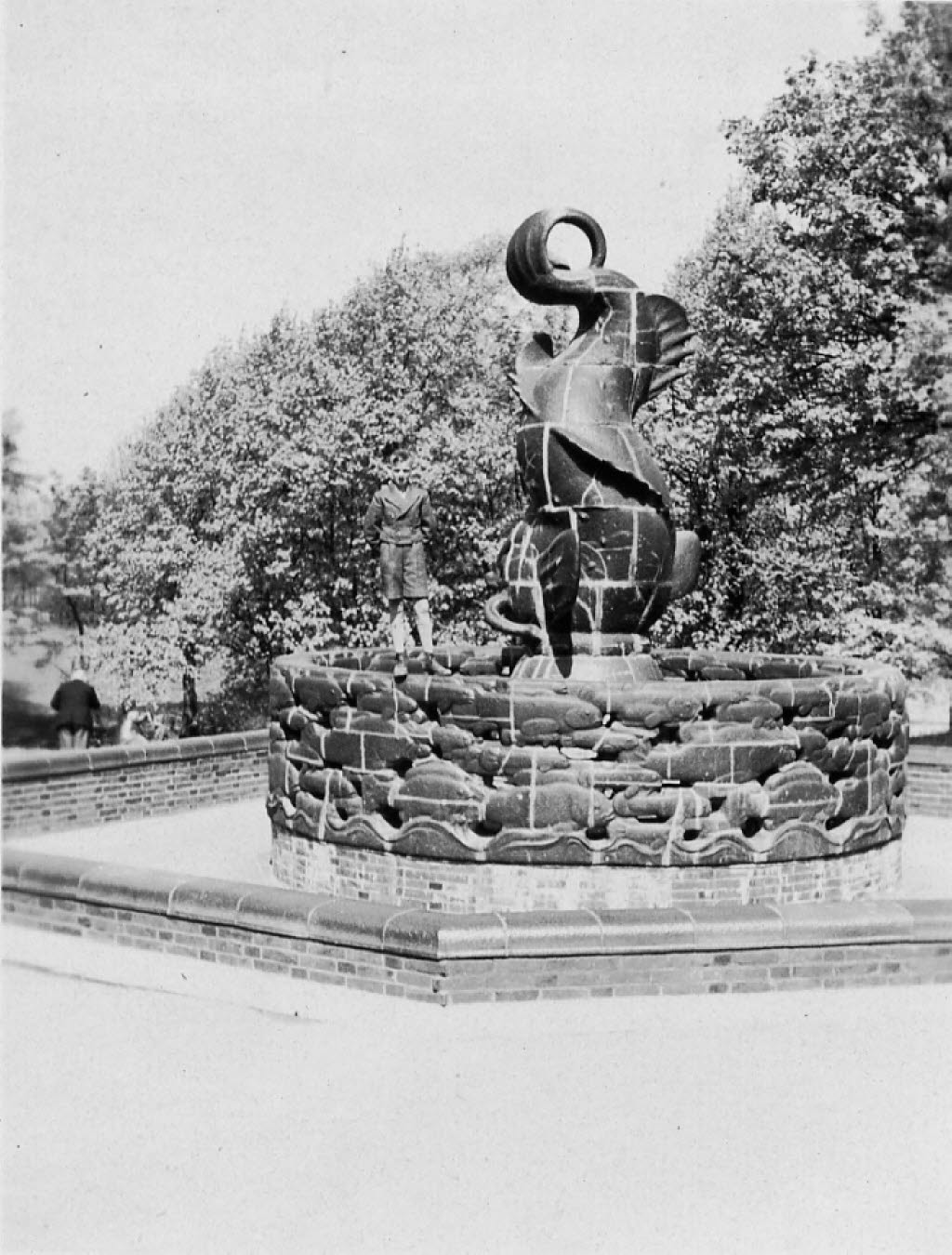
Brunnen im Volkspark Gaarden (um 1935)

In den 1920er Jahren lieferte er Entwürfe für die Kieler Kunst-Keramik. So schuf er zum Beispiel 1926 für den Volkspark Kiel-Gaarden einen Brunnen mit Skulpturen von Seehunden, Delphinen und anderen Meeresbewohnern. Dieser Brunnen wurde im Zweiten Weltkrieg zerstört.
Erhalten haben sich Mahrs Reliefs für die Wohnhausgruppe Ziegelteich 16–20 in Kiel, erbaut 1925/26. Portale und Erker sind mit maritimen Kunstkeramik-Motiven geschmückt, wie Dreizack, Kogge und Meerestieren.
Überdauert hat auch die Bronzeskulptur zur Erinnerung an die Gefallenen des Ersten Weltkriegs (1929) an der Johanniskirche in Frankfurt-Bornheim.
Im Frankfurter Opernhaus steht eine 1955 entstandene Büste des 1882 in Wien geborenen Opernsängers Hans Erl, der seit 1918 Erster Bassist an der Oper Frankfurt war. 1933 wurde er wegen seiner jüdischen Abstammung entlassen, am 11. Juni 1942 zusammen mit seiner Ehefrau in das KZ Majdanek deportiert und dort ermordet.
1958 schuf Mahr eine in Bronze gegossene Gedenktafel für den letzten Bürgermeister der Freien Stadt Frankfurt, Karl Konstanz Viktor Fellner. Sie befindet sich in der Friedberger Anlage an der Stelle, wo sich Fellner am Morgen des 24. Juli 1866 im Garten seines Hauses an der Seilerstraße erhängt hatte.
1963 entstand eine weitere Gedenktafel für den Frankfurter Dichter Ludwig Börne, als Ersatz für ein 1931 durch Vandalismus zerstörtes Denkmal in der Bockenheimer Anlage.